# Jack Watson (skådespelare)
Hubert "Jack" Watson, född 14 maj 1915 i Thorney, Cambridgeshire, död 4 juli 1999 i Bath, Somerset var en brittisk skådespelare.

## Rollista i urval
- 1960 – Peeping Tom - en smygtittare
- 1963 – Idolen
- 1964 – Förstenad av skräck
- 1965 – Kullen
- 1966 – Grand Prix
- 1967 – Slaget om Tobruk
- 1968 – Djävulsbrigaden
- 1970 – Het på gröten
- 1970 – Fångläger McKenzie
- 1973 – Skuggor från dödsriket
- 1974 – De fyra musketörerna
- 1974 – Diamantregnet
- 1974 – Juggernaut
- 1978 – De vilda gässen
- 1979 – Specialkommando: Med uppdrag att döda
- 1980 – Dödsfiender
- 1980 – Havets vargar
- 1982 – Marco Polo (TV-serie)